# Thomas Oar
Thomas Michael Oar (ur. 10 grudnia 1991 w Southport w stanie Queensland) – australijski piłkarz występujący na pozycji pomocnika. Zawodnik klubu Central Coast Mariners.

## Kariera klubowa
Oar jako junior grał w zespołach Palm Beach oraz QAS. W 2008 roku trafił do Brisbane Roar z A-League. W tych rozgrywkach zadebiutował 14 grudnia 2008 roku w wygranym 2:1 pojedynku z Newcastle United Jets. 28 grudnia 2008 roku w wygranym 3:2 spotkaniu z Wellington Phoenix strzelił pierwszego gola w A-League. W 2009 roku zajął z klubem 3. miejsce w lidze. W Brisbane spędził 2 lata.
W 2010 roku Oar odszedł do holenderskiego FC Utrecht. W Eredivisie zadebiutował 15 sierpnia 2010 roku w wygranym 3:1 meczu z NAC Breda.
W 2018 został zawodnikiem Central Coast Mariners.

## Kariera reprezentacyjna
W reprezentacji Australii Oar zadebiutował 3 marca 2010 roku w wygranym 1:0 meczu eliminacji Pucharu Azji z Indonezją. W 2011 roku został powołany do kadry na Puchar Azji.